# Heiliges Grab (Gernrode)

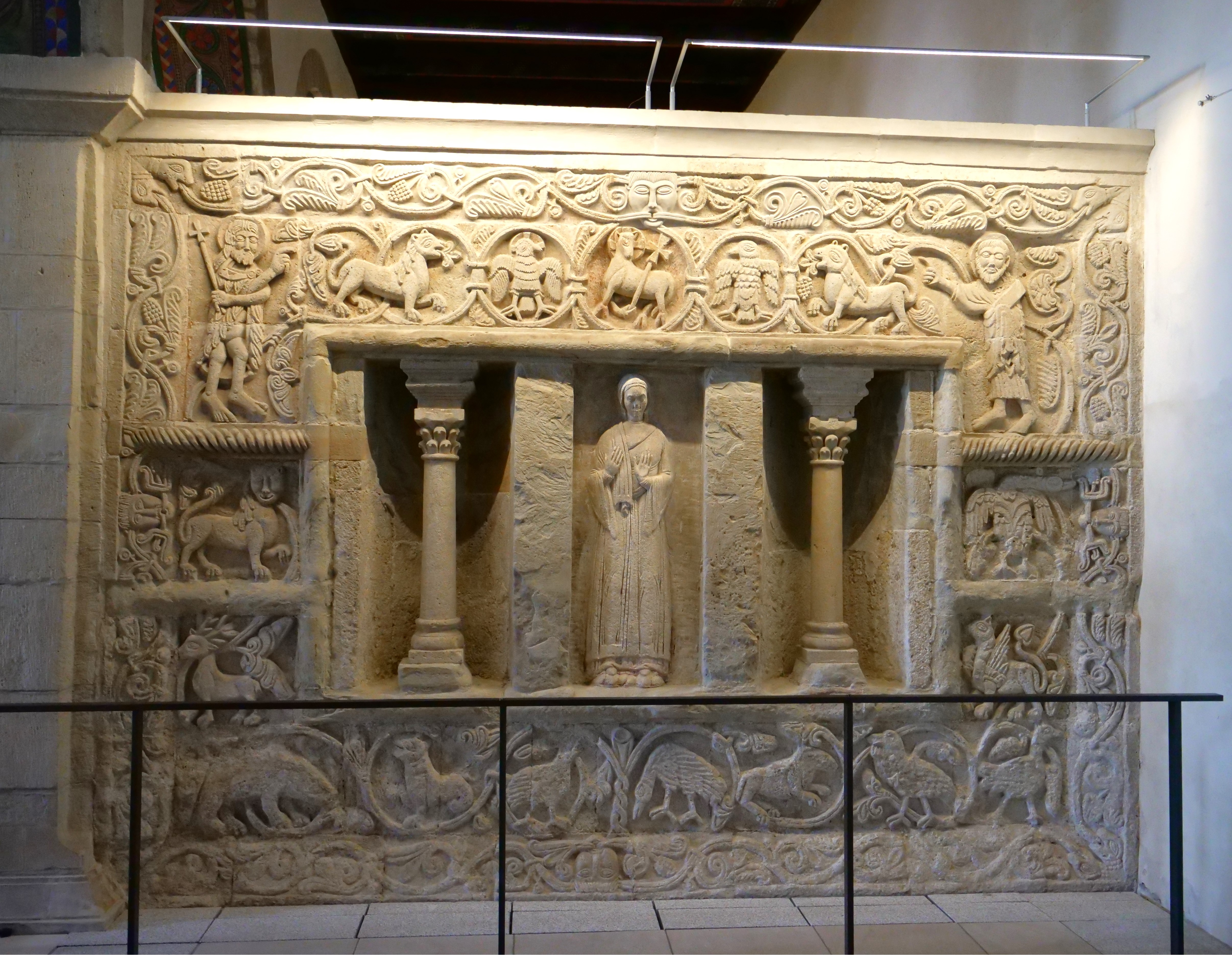
Heiliges Grab, Westwand

Das Heilige Grab in der Stiftskirche St. Cyriakus in Gernrode gilt mit seiner Entstehung um 1100 als die älteste erhaltene deutsche Nachbildung des heiligen Grabes von Jerusalem, eines der Hauptheiligtümer des Christentums. Auf den Wänden der aus Vorkammer und Grabkammer bestehenden Anlage im südlichen Seitenschiff der Kirche des 959 von Markgraf Gero gegründeten Frauenstifts von Gernrode zeigt sich ein reichhaltiges Bilder- und Figurenprogramm mit dem Thema der Auferstehung Christi. Stilistisch ist das Werk von großer Bedeutung, da sich in ihm ein Übergang von der ottonischen Plastik zur Bildhauerkunst der Romanik offenbart. Im späten Mittelalter bildete das heilige Grab den Mittelpunkt der liturgischen Osterfeierlichkeiten.

## Beschreibung des Bestandes

### Aktueller Zustand der Anlage – Beschreibung
Die äußeren Maße der Kapellen-Anlage betragen 7,35 (Ost-West) mal 4,08 Meter (Nord-Süd). Ihre nördliche Außenwand bleibt hinter der Flucht der Stützen des südöstlichen Seitenschiffs zurück und stößt lediglich an diesen einfachen Stützenwechsel heran. Wie auch der Grundriss der gesamten Kirche, ist der des heiligen Grabes nicht völlig rechtwinklig, die Höhe der Oberkanten seiner Außenmauern beträgt überall ungefähr drei Meter. Zum westlichen Teil des südlichen Seitenschiffs und zum Querhaus im Osten schließen die Anlage zwei Wände zwischen den im Grundriss rechteckigen Pfeilern und der südlichen Außenwand der Kirche ab. Getrennt durch eine weitere, von der Ostwand der Kapelle etwa nach vier Metern ungefähr rechtwinklig zur nördlichen Außenwand gemauerte Wand, teilt sich das heilige Grab in eine Vorkammer und die eigentliche Grabkammer im Westen. Der rechte Teil der durch die mittlere Säule im Stützenwechsel des Seitenschiffs geteilten Nordwand besteht aus einem kalksteinernen Schmuckrahmen mit von Ranken umgebenen Tier- und Menschendarstellungen, der durch einen weiteren Rahmen aus Stuck eingefasst ist und in dessen Mitte sich ein bis auf die Umrisse abgeschlagenes Relief zweier Figuren befindet. Ein im linken Drittel dieses Bildes eingebrachter Durchgang in die Vorkammer von 1,41 Meter Höhe und etwa 0,57 Meter Breite, ist der Grund für die Unvollständigkeit dieses Reliefs. Die Nordwand der Grabkammer gliedert sich durch ein stark profiliertes „Rahmenwerk von Rundstäben“, das diese Wand in neun Flächen aufteilt. Vom Betrachter aus zur Linken, zur Rechten und oberhalb einer zugemauerten Fensteröffnung zur Grabkammer, die eine der Flächen beansprucht, sind Relieffiguren aus Stuck angebracht: links eine männliche Figur, in einer Bewegung nach rechts begriffen, den rechten Arm zum Gruß erhoben und einen Nimbus hinter dem fast vollrund herausgearbeiteten Kopf; ihr rechts gegenüber eine weibliche, leicht zurückgebeugte Figur, die rechte Hand erhoben und die Linke auf die Brust gelegt, eine gewisse Erschrockenheit ausdrückend. Auch der Kopf dieser Figur ist deutlich mehr herausgearbeitet und wird von einem Heiligenschein umkränzt. Im Feld über dem vermauerten Durchblick ist eine Halbfigur erkennbar, die rechte Hand zur Segensgeste erhoben und in der linken Hand ein Buch haltend. Jede der Figuren ist stark beschädigt, vor allem aber das Gesicht der weiblichen Figur. Der Kopf der Halbfigur oberhalb fehlt ganz. Vier der übrigen Felder, in den Ecken dieser Wand und unterhalb der vermauerten Öffnung, bleiben leer, einzig das Feld in der unteren linken Ecke zeigt links ein stilisiertes Kreuz und rechts ein umflochtenes Rechteck.
Bedeckt von einem doppelten Schmuckrahmen aus Kalkstein mit Rankenmotiven, dessen inneres Rankenwerk insgesamt 18 Menschen- und Tierdarstellungen beherbergt, präsentiert sich die am besten erhaltene Westwand der Grabkammer. Inmitten dieser bildreichen Rahmung, umzogen und mit dem äußersten Rahmen verbunden von Rundstäben, liegt eine Mittelzone, untergliedert in zwei halbrunde Nischen links und rechts, in denen Säulen stehen und die sich durch zwei Sandsteinpfosten von einem Mittelfeld mit einer weiteren weiblichen Stuckrelieffigur in langem Gewand abgrenzen.
Eine rundbogig abgeschlossene Tür von knapp 0,7 Metern Breite und 1,49 Metern Höhe führt von der völlig schmucklosen Vorkammer in die eigentliche Grabkammer. Trompen in den Ecken – die Übergänge vom rechteckigen Grundriss des Raumes zu einem im Grundriss achtseitigen Klostergewölbe – weisen auf den ursprünglichen, heute jedoch fehlenden oberen Abschluss dieser Grabkammer hin. Drei der Wände weisen eine Nischengliederung mit rundbogigem Abschluss auf, deren Seiten durch Säulen mit skulptierten Kapitellen und Basen ausgestattet sind. Die Nische der vierten Wand, die nach außen zeigt, hat einen hohen Rundbogen zum Abschluss, an dessen Seiten zwei kleinere Säulen stehen und in dessen Mitte ein kleines Fenster zum Kreuzgang sich öffnet. Wie die Wände Reste von Bemalungen aufweisen, sind auch im Fußboden aus Gipsestrich Reste von den eingelegten Marmorkreuzen erhalten. Innen vor der Nordwand zeigt eine flache Stuckplatte auf dem Boden, wo sich einst der Sarkophag befunden haben muss, gegenüber dessen Kopf- und Fußende, immer noch sichtbar, zwei Engelsfiguren angebracht sind, die Kreuzstäbe und Spruchbänder tragen. Diese Figuren sind stark beschädigt, der Wortlaut der Inschriften lässt sich aber noch nachvollziehen. Dort steht: nolite expavescere und surrexit non est hic. („Entsetzt euch nicht. Er ist auferstanden. Er ist nicht hier.“)
Des Weiteren befinden sich noch eine schwer beschädigte Figurengruppe von drei Frauen in langen Gewändern mit Weihrauchfass, Ölflasche und Salbgefäß bei der Sarkophag-Platte und eine überlebensgroße (2,14 Meter), fast vollrunde Stuckfigur eines Mannes in Bischofsornat und Pallium, mit Stab und Palmenzweig in Händen.

### Hinweis auf Umbauten
Schon der Gründungsbau seit etwa 961 enthielt eine Heilig-Grab-Nische, die seit 1090 mit drei Wänden geschlossen und mit einem achtseitigen Klostergewölbe überdacht wurde, das wiederum im 17. Jahrhundert zerstört wurde. Die Aufrichtung einer vierten Wand gab der Anlage eine Vorkammer, die zunächst vom Querhaus der Kirche zugänglich war. Als man diesen Zugang zwischen 1150 und 1160 vermauerte, muss auch der heute vorhandene Eingang in der Nordwand der Vorkammer eingehauen worden sein. Auch ein Sichtfenster inmitten der Nordwand der Grabkammer ist nachträglich zugemauert worden.
Ältere Quellen gehen davon aus, dass die Figur mit Bischofsgewand im Inneren der Grabkammer nicht ursprünglich Teil der Anlage war, und halten sie aufgrund der auffällig nach vorn geneigten Fußstellung für eine Liegefigur, die etwa von einer Grabplatte genommen und an diese Stelle gesetzt wurde, während die Forschung inzwischen vom Gegenteil überzeugt ist. Die Figur sei lediglich bei der Verlegung des Sarkophags von Süden nach Norden ein Stück in die Richtung desselben gedreht worden. Von der Wiedermontage des Kopfes 1924 zeugen deutlich hellere Mörtelspuren am Hals. Fehlende Dokumentationen dieser Restaurierungsarbeiten erschweren allerdings Aussagen über den Ursprungszustand.
Ähnliches gilt für die Figurengruppe der drei Frauen. Zunächst hält man zwar ihre Zugehörigkeit zu der gesamten Anlage aus stilistischen und thematischen Gründen für unbestreitbar, trifft aber keine weiteren Aussagen über ihre ursprüngliche Position. Schulze hält eine ursprüngliche Aufstellung an der Südwand des Grabes, aufgrund der Blickrichtung des am besten erhaltenen Engels, für wahrscheinlich. Stein-Kecks hingegen plädiert für eine ehemalige Aufstellung an einer Wand des Vorraums, von wo aus die Gruppe zum Eingang des Grabes tendiert hätte.
Es ist außerdem anzunehmen, dass die gesamte Anlage ursprünglich farbig gefasst war, also sowohl Architekturflächen wie auch Figuren und Ornamente bemalt waren.

## Ikonografie

### Das Gesamtkonzept
Vereinend in der Gesamtkonzeption des heiligen Grabes ist der thematische Zusammenhang der Bilder und Figuren in den Reliefs: das Wunder der Auferstehung Christi. Grote beispielsweise betont mit Nachdruck, er halte die Anlage für ein „einheitliches Werk“. Es entsteht eine eindringliche „Predigt in Bildern“, deren Relevanz bei der Vergegenwärtigung der Auferstehung für die Gläubigen nicht zu unterschätzen ist, wird bedacht, wie selbstverständlich es für die Menschen im Mittelalter war, mit den heute mühevoll zu deutenden Bilder umzugehen. Die in dieser Zeit sehr verbreiteten Tierbücher, die Eigenschaften und Deutungen vieler Tiere und auch Fabelwesen beschrieben, legen davon Zeugnis ab. Das populärste Werk dieser Art ist der Physiologus.

### Die Nordwand

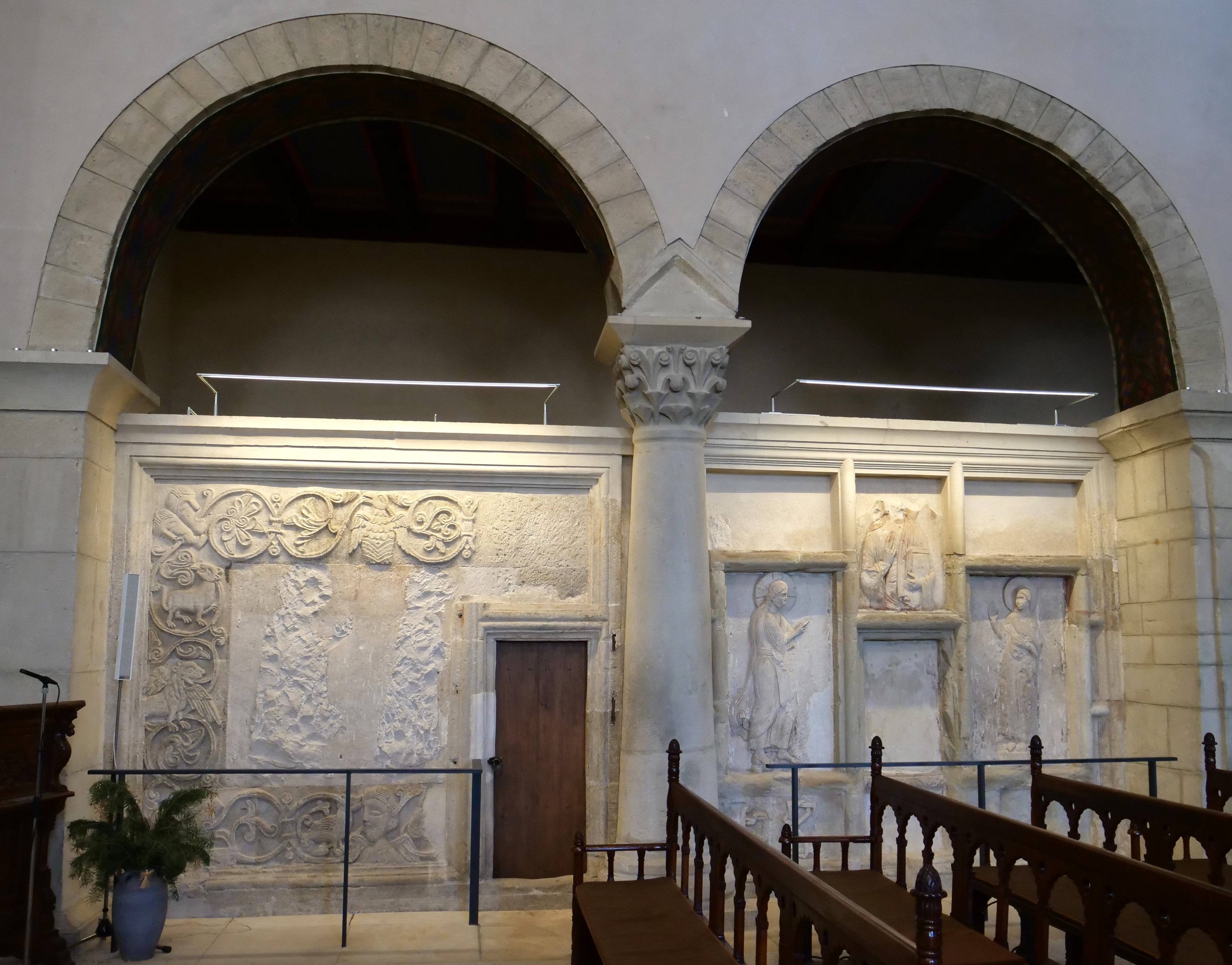
Heiliges Grab, Nordseite

Der in Hausteintechnik gefertigte Rankenfries an der Nordwand der Vorkammer beinhaltet die Bilder von drei Evangelisten. Adler mittig oben, Flügellöwe links in der Mitte und Flügelmensch in der unteren Mitte stellen Johannes, Markus und Matthäus dar, aus deren Mündern die Ranken, Jesu Worte erwachsen. Das Bild des Matthäus wird von links her von einem Basilisken, zu erkennen an dem verknoteten Schwanz, bedroht. Aufgrund der später eingebrochenen Tür im rechten Teil der Wand fehlt das vierte Evangelistensymbol, der Flügelstier für Lukas. Menschenköpfe in den Ecken der Reliefs nehmen diese Worte in Form von Ranken auf und verbreiten sie weiter. Obwohl die Stuckfiguren in der Mitte dieses Ornamentrahmens bis auf die Umrisse abgeschlagen sind, herrscht in der Forschungsliteratur Konsens, dass es sich bei den beiden dort abgebildeten Personen um die zum Grab des Herrn eilenden Jünger Petrus und Johannes handeln muss. Erfuhren sie zuvor doch von Maria Magdalena, Christus sei auferstanden.
Links und rechts des vermauerten Sichtfensters in der Nordwand der Grabkammer sind der von den Toten auferstandene Christus, mit Tunika und Pallium bekleidet, den Kopf von einem Nimbus mit stark profiliertem Kreuz unterlegt, und Maria Magdalena, mit eng anliegendem langem, auch den Kopf umhüllendem Gewand, in der sogenannten Noli-me-tangere-Szene dargestellt. Wie bei Joh. 20, 14–17 beschrieben, gebietet Christus Maria Magdalena am Ostermorgen, ihn nicht anzurühren.
Die Halb-, genauer Dreiviertelfigur über der besagten vermauerten Öffnung nimmt eine weitere Christusdarstellung ein, die ähnlich wie die der Noli-me-tangere-Szene die rechte Hand zum lateinischen Redegestus mit erhobenem Zeige- und Mittelfinger und eingeknicktem kleinen und Ringfinger, erhoben hat und im linken Arm ein Buch hält. Diese Plastik wird als Salvatorfigur, als thronender Christus bezeichnet.
Von den einen als „Taufnotenmotive“ interpretiert, werden die nur noch in der linken unteren Ecke dieser Wand erhaltenen Ornamente auch als reines Schmuckwerk gedeutet.

### Der Fries der Westwand
Der doppelte Rahmenfries an der Westwand der Anlage erzähle, so Genrich, eine zusammenhängende Geschichte mit dem Thema: „Der Opfersieg des Christus Gottes für uns Menschen“. Die insgesamt 18 von Ranken umgebenen Tier- und Menschendarstellungen lassen sich in die Zone der Gottheit – oberhalb eines nach innen auf das Mittelfeld treffenden gedrehten Rundstabes – und die Zone der Sterblichen, die der Erlösung und Gnade bedürfen – unterhalb eines weiteren Rundstabes –, einteilen. Dieser Deutung nicht zwingend folgend, teilt sich die weitere Erläuterung der Darstellungen in die obere und untere Zone auf.
Im Mittelpunkt des oberen Teils steht das Lamm Gottes (Agnus Dei) mit Kreuzstab und Nimbus. Es ist Symbol des Opfertodes Jesu für die Menschen. Über diesem Lamm verkündet ein Engelskopf die Botschaft, wie beim Fries an der Nordwand der Vorkammer, in Form von Ranken, die den äußeren Teil des Rahmens in Wellen durchlaufen. Links und rechts neben dem Lamm sind ein Phönix mit Nibus – dieser nach drei Tagen aus seiner Asche sich zu neuem Leben erhebende Vogel ist Symbol der Auferstehung – und ein Adler, der als ein Symbol Christi verstanden wird, abgebildet. Einen Schritt weiter nach außen werden diese Vögel von zwei Löwen flankiert, aus deren Mündern Ranken mit Trauben kommen, die ebenfalls als Christussymbole gedeutet werden. Ganz außen sind zwei Menschendarstellungen zu sehen. Die linke Figur, mit der rechten Hand auf die Mitte des oberen Bereichs weisend, die linke Hand an Fellmantel und Kreuzstab, ist eindeutig als Johannes der Täufer, die rechte anhand der in Resten vorhandenen Gesetzestafeln als Moses zu erkennen. Beide gelten als „Prototyp[en] Christi“. Von oben durch einen gedrehten und von unten durch einen glatten Rundstab eingefasst, folgen unter den beiden Menschendarstellungen links ein Löwe, den Blick zum Betrachter gewandt, und rechts der Pelikan. Der Legende nach schenkt letzterer seinen verstorbenen Jungen neues Leben, indem er sich selbst die Brust öffnet und den Nachwuchs mit seinem Herzblut überschüttet. Der Löwe, ein vom Christentum übernommenes ehemals griechisches Kultbild, wird hier als himmlische Sonne Gottes interpretiert, die wachend und lebensspendend auf die Gläubigen blickt. Jedoch werden beide Tiere, Pelikan und Löwe, an anderer Stelle lediglich für weitere Symbole der Auferstehung Christi erklärt.
Wie bereits angedeutet, begegnen dem Betrachter in der unteren Zone des Reliefs Repräsentanten menschlicher Eigenschaften in Gestalt von Tieren. Es befindet sich unter dem Löwen ein Hirsch, der als Symbol des Christen verstanden wird, dessen Seele nach Gott, wie der Hirsch nach frischem Wasser dürstet (Psalm 42). Der Greif, unter dem Pelikan dargestellt, fliegt der Legende nach nah an der Sonne, um sich an ihrem Licht zu wärmen, wird also ebenfalls zum Symbol des Gläubigen, der sich nach der selbstlosen Liebe Gottes sehnt. Andere Deutungen legen nah, es handle sich bei dem Hirsch um ein weiteres Symbol der Auferstehung, und sehen in dem Greif einen Drachen, ein Symbol des Teufels. Ein weiteres von der Forschungsliteratur durchgängig aufgrund der massiven Gestalt als Bär erkanntes Tier unterhalb des Hirsches, erhält eine negative Konnotation. Er breche als Räuber in die Herde ein, sei ein schwerfälliges Tier, das mit dem Menschen zu vergleichen sei, den die Last seiner Sünde schwerfällig mache. Das ebenso einheitlich anhand des verknoteten Schwanzes als Basilisk identifizierte Wesen rechts daneben gilt als König der Schlangen und Symbol des Satans. „Aus mißratenem Hahnenei sei er von kalten Kröten erbrütet, meinte man. Er bringe Unheil, quäle Menschen und Tiere. Wer seinem funkelnden Mordblicke sich aussetze, müsse sterben. In seiner Nähe würde die Luft verpestet, dass Gras und Kraut verdorrten, Früchte faulten, Menschen verdürben. Nur ein Tier gäbe es, das ihn bannen könnte, vor dem Krähen des Hahns wiche er in die Erde.“ Vermuten Vorbrodt und Schulze in der nächsten Tierdarstellung ein Rebhuhn, welches Eier aus fremden Nestern stehle und damit als Sinnbild des Teufels zu verstehen sei, der die nicht glaubensfesten verführe, sieht Genrich darin einen Pfau, der aufgrund seines schmückenden Federrades als Symbol der Eitelkeit zu verstehen sei. Ein weiterer Vogel wird teils als Ibis, teils als Reiher gedeutet, mit ähnlicher Symbolik. Beide Tiere galten als unrein, da sie sich von toten Fischen und anderen unreinen Tieren wie Kröten ernähren. Sein Leben unter der Erde führend, sich dem Licht der lebensspendenden Sonne entziehend, ist auch der Hase/das Kaninchen, das nächste Tier rechts im Bild, dem betrachtenden Menschen ein schlechtes Beispiel. Was die beiden folgenden Tiere betrifft, ist sich die Literatur kaum einig. Handelt es sich für Genrich um Hahn und Strauß, ersterer als Symbol der Wachsamkeit und des Erweckens, der in der Nacht des Verrats krähte, als Petrus seinen Herrn verleugnete, und letzterer als Symbol des gottvertrauenden Christen, so sind es bei Schulze Hahn und Trappe, denen allgemeiner gesprochen eine negative Bedeutung zukomme. Vorbrodt entscheidet sich ebenfalls für eine negative Deutung des Straußenvogels, der aufgrund seiner Gefräßigkeit mit der sechsten Todsünde, der Völlerei oder Maßlosigkeit, in Verbindung zu bringen sei. Die in der Mitte der sechs Tiere der unteren Reihe in einer Art Geflecht entspringenden Ranken werden vielfach als blühender Lebensbaum, ein Symbol der Todesüberwindung, gedeutet.
Zunächst wurde in der weiblichen Stuckfigur des Mittelfeldes die erste Äbtissin des Gernroder Frauenstifts (Hatuwi = Hedwig) gesehen, was jedoch nicht in den Gesamtkontext des heiligen Grabes passte. Man hat auch versucht der Figur anhand der Gestik, die angeblich der Dotationsgeste des Mittelalters gleiche, die Rolle der Stifterin zuzuschreiben. Passender scheint allerdings die Deutung, es handle sich um Maria Magdalena, die vor dem Grab des Herrn steht.

### Die Grabkammer
Am schwierigsten scheint die Deutung der überlebensgroßen Männerfigur an der Westwand innerhalb der Grabkammer. Bereits Grote behauptet, es handle sich dabei um die Figur des heiligen Metronus, dem der Westchor der Kirche geweiht war. Die Figur sei später von einer Grabplatte, wie die Füße es verrieten, entfernt und dort aufgestellt worden. Auch spätere Interpretationen stimmen überein, es handle sich um eine Liegefigur, die nicht ursprünglich Teil des heiligen Grabes gewesen sei. Eine ganz andere Position vertritt Genrich, der die Figur, anhand der Bekleidung und Attribute eines Bischofs, dem Bischof Bernhard von Halberstadt zuordnet, der 959 die erste Äbtissin des Stifts weihte. Die neuesten Forschungen ergeben aber, dass sich diese Figur von Anfang an in dieser Nische der Grabkammer befunden hat. Dübellöcher im Kopf der Figur verweisen auf einen einst aufgesetzten Nimbus aus Metall. Ein Bischof, ob heilig oder nicht, gehöre nicht in den Kontext eines heiligen Grabes, so der Haupteinwand. Wolle man dem Befund gerecht werden, so sei die einzige, wenn auch völlig singuläre Deutung, es handelte sich um „Christus als guter Hirte“ (1 Petr 2,25 ).
2010 wurde im Vorraum zur Grabkammer eine Bestattung entdeckt. Bei der beigesetzten Person handelte es sich um eine Frau im jungen Erwachsenenalter (ca. Mitte 20 bis Mitte 30), die den Zahnschmelzuntersuchungen zufolge in Ostfalen aufgewachsen war. Die Gebeine wurden nach der C-14-Methode auf „um 1045“ (±50 Jahre) datiert. Die Identität der Toten konnte bislang noch nicht letztgültig geklärt werden. Vermutet wurde u. a. Hazecha von Ballenstedt, die in den 1040er Jahren als dritte Äbtissin in Gernrode amtierte.

## Stilistische Einordnung und Bedeutsamkeit

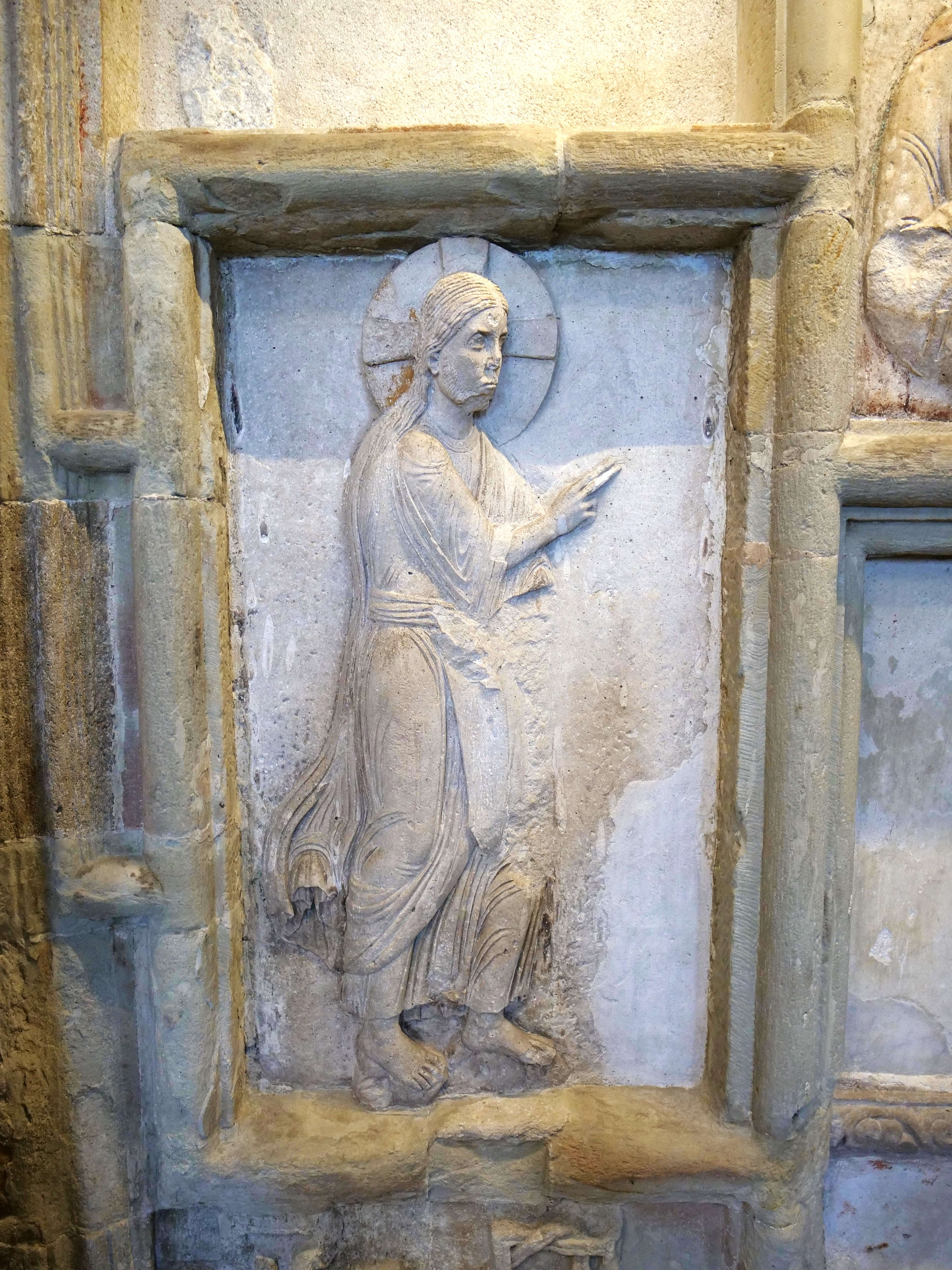
Figurdetail der westlichen Außenwand

Stilkritische Auseinandersetzungen brachten die Forschung zu dem Ergebnis, der Figurenschmuck, bis auf die Stuckengel im Innenraum, sei vom selben unbekannten Meister geschaffen. Etwa an der Gestaltung der Köpfe der Männerfiguren, die mit ihren tiefliegenden Augen und dem leicht geschürzten Mund einen gleichen Typus darstellten, könne man dies beobachten. Die Gestaltung der Grabesengel im Innenraum übertrug der Meister vermutlich einem Gehilfen. Im Ausdruck der Figuren vereine sich Lebendigkeit mit Formstrenge. Erinnert die Faltenbehandlung der Figuren mit ihren kalligraphischen Zügen an Elfenbeinreliefs, so sind andere Teile, vor allem die Häupter, fast vollrund herausgearbeitet. Die Ornamente der Kalksteinrahmen wiesen eine motivische Ähnlichkeit zu den Bronzewerken der Bernwardstür von Hildesheim auf. Eine Verbindung zur rheinischen Kleinkunst sei aufgrund der Verwandtschaft zu kölnischen Elfenbeinreliefs wahrscheinlich. „Man glaubt in Folge dieser Beziehung im heiligen Grab den ersten Versuch zur Schaffung einer Monumentalplastik, in der sich Figur und Architektur vereinigen, zu besitzen, der sein Ziel durch einfache Vergrößerung zu erreichen strebt.“ Machart und Motive seien den Ornamenten in der Stiftskirche von Quedlinburg so ähnlich, dass davon auszugehen sei, dass die dortige Arbeit italienischer Steinmetze die Schöpfer des heiligen Grabes von Gernrode zumindest beeinflusste. Diese aus dem italienischen Como stammenden Steinmetze, die sogenannten Comasken, arbeiteten ab 1070 am Wiederaufbau der Kirche in Quedlinburg. Auch Möbius ist überzeugt, die Komposition der Außenwände des heiligen Grabes leite sich aus der ottonischen Kleinkunst, den Elfenbeinreliefs beispielsweise auf Buchdeckeln, ab. Betont wird auch hier die organische Lebendigkeit, die für die ottonische Plastik, im Gegensatz zur romanischen, der psychologischer Ausdruck mit ihrem Streben nach unpersönlicher Typik fremd sei, typisch sei. Die Datierung der Anlage ist mitunter deshalb so schwierig, weil sich Stilelemente des 11. Jahrhunderts mit denen des 12. vereinen. Es werden zwar malerische Grundtendenzen in der Gestaltung noch nicht völlig aufgegeben, eine Verblockung einzelner Körperteile werde allerdings auch nur in Ansätzen erreicht, sodass sich in dem Werk ein Ende und ein Neubeginn der Stilepochen offenbare. Obwohl bereits im 9. Jahrhundert Nachbauten des heiligen Grabes aus Jerusalem erstellt wurden, blieb das Werk des Meisters in Gernrode in dieser Form ohne Nachahmung und ist die am besten erhaltene Anlage solcher Art in Deutschland. Die Stiftskirche Gernrode gilt überhaupt als der am besten erhaltene ottonische Kirchenbau.

## Liturgische Funktion
Hauptzweck der Anlage ist es, den Glauben an den Tod und die Auferstehung Christi zu vertiefen und sich die Ereignisse zu vergegenwärtigen. Es gilt des Weiteren als wahrscheinlich, dass die Anlage Mittelpunkt der liturgischen Osterspiele war. Bei diesem Ritual wurde eine geweihte Hostie oder ein Kruzifix eingewickelt in weiße Tücher im Sarkophag der Grabkammer platziert und in der Osternacht entfernt. Dem Volk präsentierten dann drei Stiftsdamen als Marienfiguren und zwei Kanoniker als Grabesengel die leeren Tücher als Beweis für die Auferstehung Christi.
Solche Osterspiele sind für das späte 12. Jahrhundert in Deutschland bezeugt, konkrete Beweise für solche Spiele in Gernrode gibt es allerdings erst ab 1502. Auffällig ist die hohe Anzahl weiblicher Figuren an dieser Anlage als Zeuginnen: „Die Kanonissen, nicht nur in Gernrode, konnten sich [so] in einer langen Tradition verorten: So wie sich einst Maria Magdalena, Maria, die Mutter des Jakobus, und Salome (Mk 16,1) um den Leichnam Jesu kümmerten, oblag ihnen Totenfürsorge und Memoria.“